# Лорх (Гессен)
Лорх (нім. Lorch) — місто в Німеччині, знаходиться в землі Гессен. Підпорядковується адміністративному округу Дармштадт. Входить до складу району Райнгау-Таунус.
Площа — 54 км2. Населення становить 3744 ос. (станом на 31 грудня 2020).